# أنخيل ليموس
أنخيل ليموس (بالإسبانية: Ángel Lemus)‏ هو لاعب كرة قدم مكسيكي في مركز الهجوم، ولد في 3 سبتمبر 1971 في مدينة مكسيكو في المكسيك. شارك مع منتخب المكسيك لكرة القدم.

## وصلات خارجية
- أنخيل ليموس على موقع الاتحاد الدولي (مؤرشف)  (الإنجليزية)
- أنخيل ليموس على موقع أوليمبيديا (الإنجليزية)